# EXO
EXO（/ˌɛksoʊ/），為韓國SM娛樂於2012年推出的男子音樂團體，現任成員包括Xiumin、Suho（隊長）、Lay（不參與團體活動）、Baekhyun、Chen、Chanyeol、D.O.、Kai、Sehun，出道時分成韓國分隊EXO-K和中國分隊EXO-M，K代表Korean（韓語），M代表Mandarin（普通話）。除此之外，團體内還有三人小分隊EXO-CBX及二人小分隊EXO-SC。
EXO為太阳系外行星（exoplanet）一詞中得來，寓意這個團體是「從未知星球來的新星」，分別在韓國和中國展開活動，並逐步進軍全球。
EXO出道至今，已經在亞洲地區累積相當高的人氣，並先後在中、日、韓等地獲得多個音樂大賞及人氣大獎。2013年，EXO憑著首張正規專輯《XOXO (Kiss&Hug)》突破100萬張唱片銷售量，該專輯同時成為自12年來韓國的最高銷售專輯記錄。
2016年5月6日，EXO《Overdose》韓文版MV的YouTube點擊量破億，EXO成为第三个MV點擊量破億的韓國男團。2018年11月12日，EXO成為2000年後出道的韓國歌手中，第一個在韓國國內專輯銷量突破1千萬的歌手。

## 經歷

### 2006年 - 2012年：成立
Suho是EXO中第一位進入公司當練習生的成員，2006年獲SM代表選中加入公司當練習生，Chanyeol、Luhan二人亦是被SM代表選中加入公司當練習生。而其他成員則通過試鏡而進入公司。

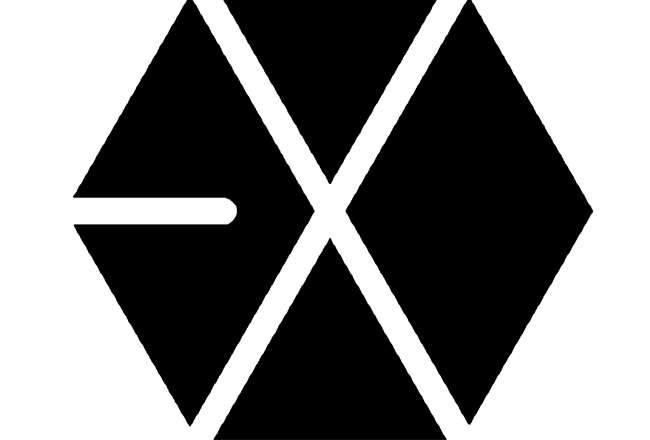
EXO的象征标志

2011年年中，李秀滿在美國史丹佛大學的演講中，提到正在準備推出一個新組合，計劃由七名韓國籍成員和五名中國籍成員組成一個十二人的組合，並使用同一個組合名字分別在韩、中两国活動，組合的主打歌將會使用了中韓兩種語言發佈。EXO在成立初期暫稱為「M1」和「M2」，「少年天地」也是其中一個備用名。
最后，該組合正式敲定名称為EXO，由八名韓國籍成員，三名中國籍成員以及一名加拿大籍华人成员組成一個十二人的組合，由Suho擔任總隊長 ，旗下有两个子團體，分別是EXO-K和EXO-M。EXO-K由Suho、Baekhyun、Chanyeol、D.O.、Kai及Sehun組成，由Suho擔任隊長；EXO-M由Xiumin、Luhan、Kris、Lay、Chen和Tao組成，由Kris擔任隊長 。EXO首支預告片透過YouTube於12月23日公開，截至2012年3月1日合共發佈了23支預告片。12月29日，成員Kai、Luhan、Tao和Chen在SBS《歌謠大戰》中首次亮相。

### 出道初期

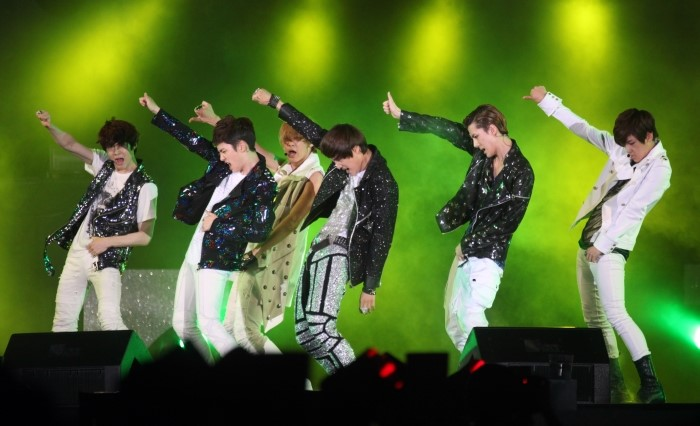
EXO-K在2012 麗水世界博覽會擔任表演嘉賓

1月30日，由Luhan與Chen及Baekhyun與D.O.分別演唱中韓版本的數位序曲《What is Love》，并通過各大音樂網站公開。3月8日，EXO通過YouTube公開第二首數位序曲《History》的MV，并随后于3月9日正式發行音源。3月31日，EXO在韓國首爾奧林匹克公園奧林匹克大廳舉行《EXO 出道Showcase》，當日從8000名申请者中选出3000名粉絲參加。次日，他们在中國北京對外經貿大學圖書館報告廳舉行另一場《EXO 出道Showcase》。
4月8日，EXO-K與EXO-M以首張迷你專輯主打歌〈MAMA〉分別在韓國的SBS《人氣歌謠》和中國的第十二屆《音樂風雲榜年度盛典》正式出道。4月9日，正式發行首張迷你專輯《MAMA》的音源和唱片。5月15日，EXO-M首次正式在韓國電視上亮相，並於MBC《Show Champion》演唱主打歌〈MAMA〉。5月20日，EXO-K與EXO-M出道後首次合體於SBS《人氣歌謠》演唱主打歌〈MAMA〉。
截至2012年底，EXO的首張迷你專輯《MAMA》總合共取得30萬張的銷售記錄。在各大歌曲頒獎典禮中包攬多個新人獎項，成為2012年值得關注的新人組合。

### 2013年

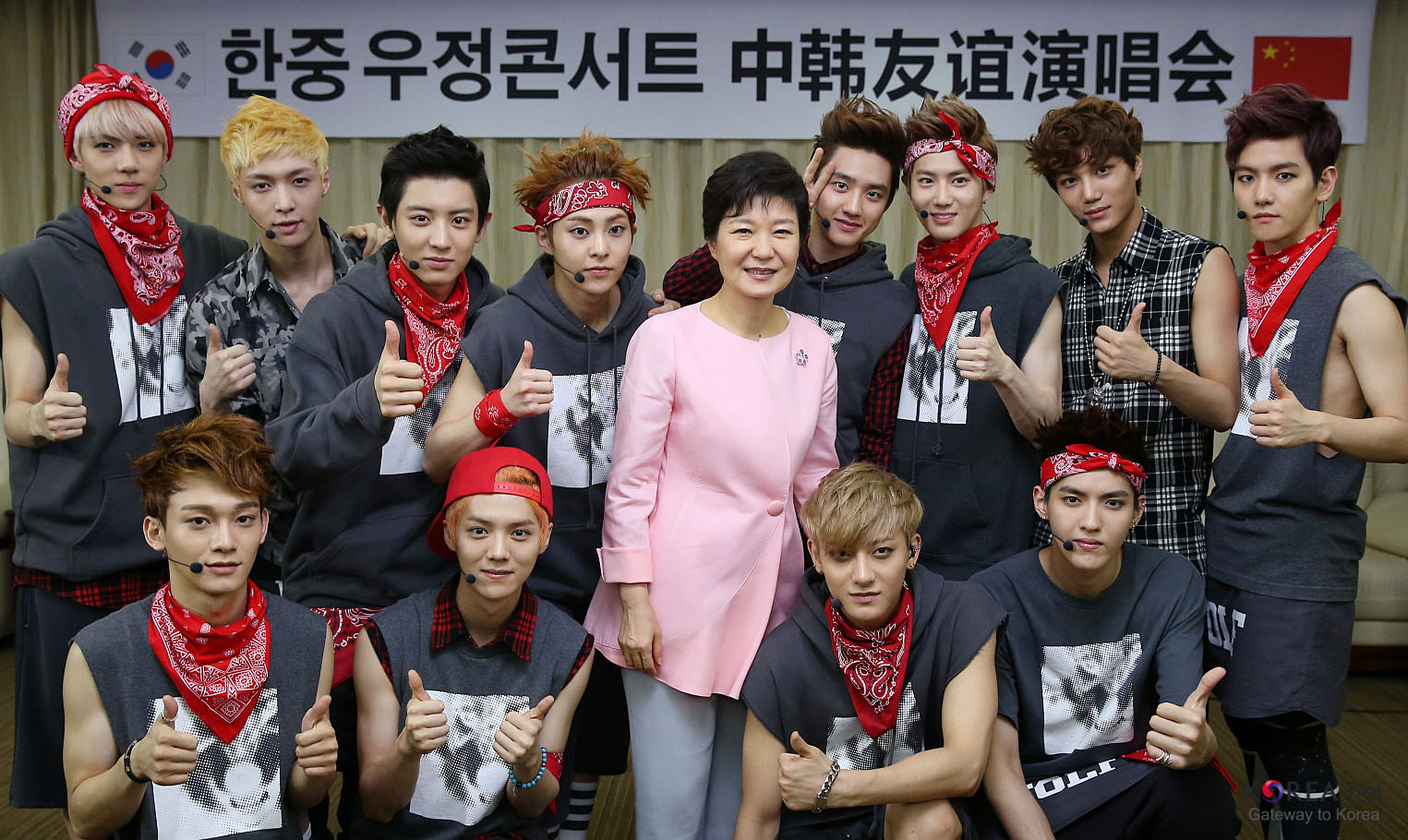
EXO與时任大韓民國總統朴槿惠合照

2013年5月16日，SM娛樂宣布，EXO將攜首張正規專輯《XOXO (Kiss&Hug)》回歸，專輯概念為學校畢業照片。本次回歸是《MAMA》時期後首次以12人合體的形式往返於中韓兩地進行活動。6月3日，《XOXO (Kiss&Hug)》正式發行音源和唱片，並成功取得韓國各大音樂排行榜一位與韓國唱片排行榜Gaon Chart6月份銷量統計排行第一位。6月14日，EXO憑借《XOXO (Kiss&Hug)》取得美國Billboard的「全球專輯排行榜」第一位。
2013年8月5日，EXO正式發行首張Repackage正規專輯《GROWL (Kiss&Hug)》的音源和唱片。主打歌《GROWL》在音源發佈後隨即登上包括Melon、Olleh Music、Mnet、Genie、Bugs、Soribada、Naver Music、Daum Music在內的8個音源網站即時榜的一位。此外，該專輯也进入HANTEO Chart、Hot Tracks、Yes24等各種唱片銷量統計排行榜的實時以及日排行前列，《Kiss》（韓文版）和《Hug》（中文版）分別佔據榜中第一及第二位。12月9日，EXO正式發行冬季特別版專輯《十二月的奇蹟》的音源和唱片。其後在2013年11月28日至2014年2月13日播放首個團體綜藝《EXO's SHOWTIME》。
2013年12月，Billboard公布2013年的最佳韩语歌曲（Best Kpop Songs of 2013)，EXO凭着《GROWL》获得第一。
據韓國唱片排行榜Gaon Chart的统计，《XOXO (Kiss&Hug)》和《GROWL (Kiss&Hug)》總合共售出1,007,577張銷售量，為韓國時隔12年後再次售出100萬張以上的實體專輯。EXO在2013年先后获得了甜瓜音樂獎、Mnet亞洲音樂大獎、KBS歌謠大慶典、金唱片獎、首爾音樂獎和Gaon Chart K-POP大獎等韓國主要音樂獎項大賞，火爆的人氣被韓國媒體喻為「2013年大勢」組合。

### 2014年

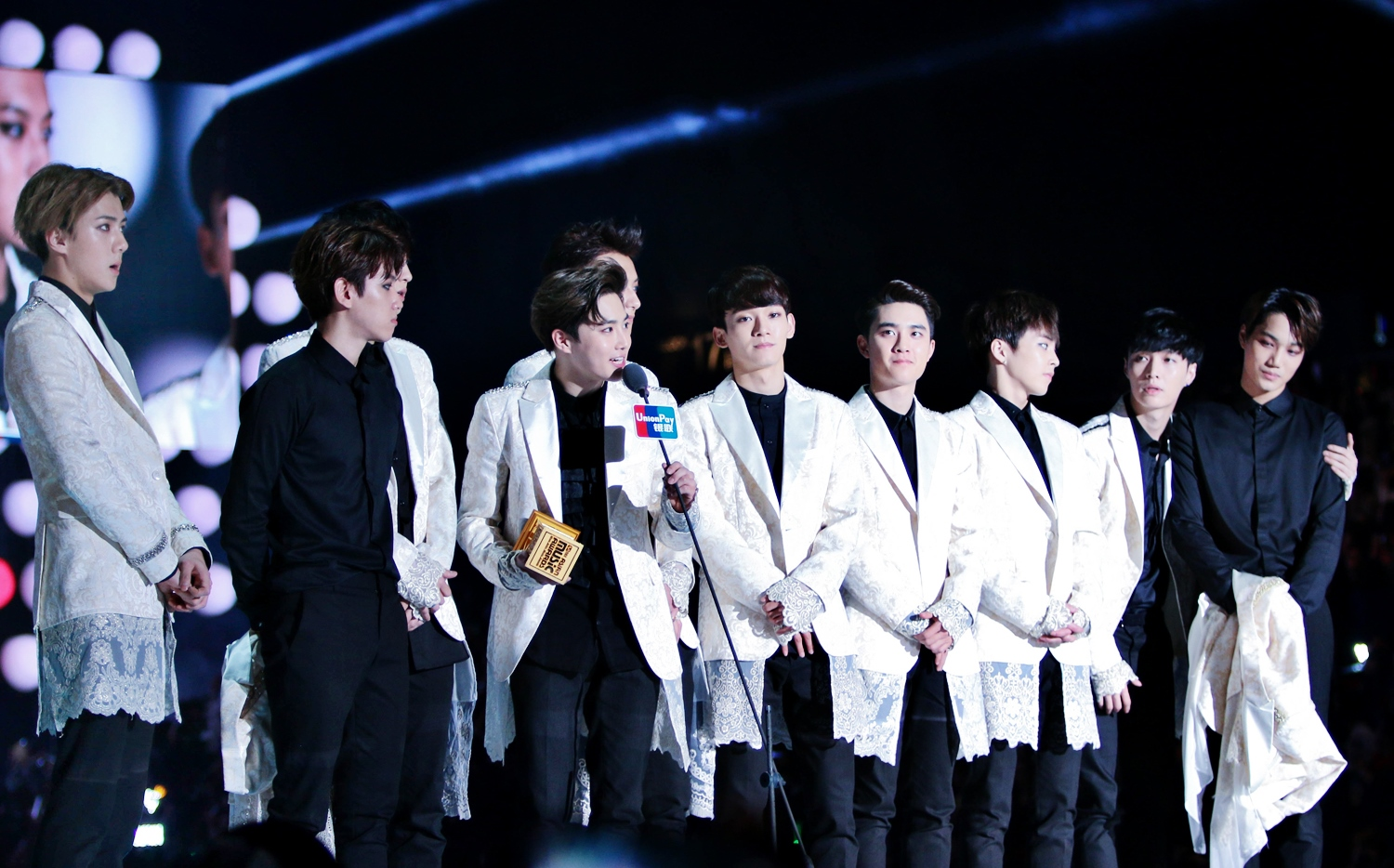
EXO於2014年MAMA的頒發典禮上

1月3日，EXO受邀出席韓國文化藝術界人士新年問候會並與时任韓國總統的朴槿惠見面握手、交谈。1月16日，EXO登上美国Billboard的「2014年受矚目的14位藝人」榜单，並在「Billboard200」排名中登上第129位，刷新韓國男團紀錄。
4月1日，SM娛樂宣布EXO於4月15日回歸，隨後開始公開主打歌名稱《Overdose》與一系列全新概念照。其後，因受世越號沉沒事故影響，韓國三大電視台暫停播映所有娛樂節目，因而原定於4月15日發行的EXO第二張迷你專輯《Overdose》及回歸的宣傳活動也隨著事故而延後。4月19日，EXO於中國全球中文音樂榜上榜舞台上正式回歸，並演唱中文版主打歌《上癮》。5月7日，EXO正式發行第二張迷你專輯《Overdose》的音源和唱片，在音源發行後登上包括MelOn、Mnet Music、Bugs、Soribada、Olleh Music、Genie和Naver Music在內的7個音源網站即時榜的一位。此外，这次的唱片預購量高達66萬張，創下了迷你專輯預購數量的歷史最高記錄。5月8日，EXO-K於韓國Mnet《M! Countdown》首次公開主打歌《Overdose》回歸初舞台。
5月15日，華人成員Kris以“過度勞累、疑患心肌炎、被培訓姐姐讓EXO故意冷落他、不跟他講話、不給他好的活動、收入不夠置裝費開支”等理由向首爾中央地方法院提出訴訟，提出與SM娛樂的專屬合約無效。5月22日，SM Entertainment在官方網站發表公告表示EXO將以11位成員的形式，進行他們首次的演唱會。5月23日，EXO於首爾奧林匹克體操競技場展開首次亞洲巡迴演唱會《EXO FROM. EXOPLANET ＃1 - THE LOST PLANET -》。
8月5日，官方公佈EXO的粉絲名稱為「EXO-L」，並招募全球官方粉絲俱樂部會員，粉絲俱樂部公開招募約一星期已有接近200萬人登記，打破東方神起官方歌迷俱乐部「Cassiopeia」會員80萬人的世界紀錄。8月11日，SM娛樂公布EXO首本寫真集《DIE JUNGS》將於8月18日公開發售。
10月10日，中國籍成員Luhan以“健康及個人發展受限制”為由，提出與SM娛樂的專屬合約無效申請，並於向首爾中央地方法院提出訴訟，成为五個月內第二位離團的成員。

### 2015年
1月15日，EXO憑藉第二張迷你專輯《Overdose》於第29屆金唱片獎上分別獲頒「唱片大賞」和「唱片部門－本賞」。1月22日，EXO於第24屆首爾音樂獎上以愛奇藝播放數據、搜索數據等綜合評定获得「愛奇藝人氣賞」，同時亦憑藉《Overdose》獲頒「大賞」和「本賞」。
3月7日，EXO於首爾奧林匹克體操競技場展開第二次巡迴演唱會《EXOPLANET ＃2 - The EXO'luXion -》。3月18日，SM Entertainment於YouTube公佈成員的回歸預告。3月28日，於各大音樂網站公開第二张正規專輯《EXODUS》主打歌《Call Me Baby》音源，並於3月31日於YouTube公開《Call Me Baby》韓文版、中文版MV。4月8日，SM Entertainment通過官方報導公佈中国籍成員Lay在中國設立工作室的消息。
8月24日，自中國籍成員Tao從4月份養傷及活動中經常受傷為由的離開團體的4個月後，透過律師向首爾中央地方法院提出訴訟，正式申請與SM娛樂專屬合約無效，成為EXO出道三年第三位提出合約無效並離團的成員。
截至6月3日，EXO的2輯《EXODUS》和后续专辑《LOVE ME RIGHT》銷量分別達75萬3860張和37萬1160張，2個月的銷量累計突破百萬張。
12月10日凌晨，EXO公開冬季特別專輯《Sing For You》音源及主打歌《Sing For You》韓文版、中文版MV。全部音源凌晨公開後，歌曲进入韓國各大音源排行榜第一位，包括Melon、Naver、Bugs、Genie、Monkey3、Soribada等主要音源排行一位，其他收錄曲也名列前茅。主打曲中文及韓文版也佔據中國百度KING排行榜即時1位、2位，專輯销量庞大。12月10日於韓國時間晚上10時在樂天世界舉行Comeback Stage,是次舞台通過Naver V App直播，逾超過138萬觀眾人數及逾7500萬的點讚數結束，打破了單日藝人放送的最高紀錄。

### 2016年
5月7日，EXO《Overdose》韓文版MV在Youtube點擊率突破一億。5月20日，《Growl》韓文版的MV觀看次數亦突破一億。5月31日，SM娛樂公佈EXO將於6月9日回歸，並於6月1日釋出此次EXO回歸的概念照，公佈此次回歸將以雙主打《Lucky One》及《Monster》進行活動。6月3日，《Lucky One》預告公開，6月6日，《Monster》預告公開。EXO與NAVER期下V APP合作，成為V LIVE+（收費） 的第一組主人公。6月6日及6月7日播出成員個人節目。
6月8日，EXO舉行回歸Showcase。專輯《EX'ACT》，預售量為66萬180張，當中包括韓文版的44萬2890張及中文版的21萬7290張，創下韓國史上最高預售量的紀錄。6月9日，凌晨公佈雙主打中韓版本MV。據統計截止至韓國時間2016年6月9日上午8時，EXO正規3輯《EX'ACT》雙主打曲之一《Monster》登上8大音源榜1位。另一首主打曲《Lucky One》則佔據各音源榜2位。此外，新曲公開後也迅速登上香港、印尼、馬來西亞、新加坡、臺灣、泰國、越南等7个国家或地区iTunes的第一位，同時取得全世界16個國家或地区的iTunes榜單TOP10。
6月15日，SM娛樂宣佈EXO將於7月23、24、29、30及31日，在首爾奧林匹克公園體操競技場舉辦「EXO PLANET #3 - The EXO'rDIUM」演唱會，並且以首爾站為起點，正式展開他們的第三次巡迴演唱會。6月24日至7月23日，在位於首爾江南區三城洞的SM COMMUNICATION中心1樓，SMTOWN COEX ARTIUM 6樓舉辦了EXO海報及影像展示會。
7月21日，成員KRIS、鹿晗與SM娛樂長達兩年的合約糾紛正式結束。法院下達和解建議的決定后，三方當事人最終協議根據原本的合約內容，合約將有效維持至2022年。並表示KRIS、鹿晗雖然與公司仍然是合約關係，但不會作為EXO成員活動，他们在韩国与日本的活动仍然由SM娛樂负责，而除此之外地区的活动则需向公司缴纳一定比例的收入，并正式退出組合。
8月12日，SM公司宣佈EXO將於8月18日推出正規3輯Repackage《LOTTO》，透過19日播出的《音樂銀行》正式展開打歌活動。EXO的Repackage專輯《LOTTO》將包含正規3輯《EX'ACT》的9首收錄曲，再收錄包含同名主打曲《LOTTO》在內的4首新歌，共計13首歌曲。成員Kai因早前於演唱會上扭傷腳踝，因此需要專注治療，無法參與回歸的音樂節目宣傳活動。8月18日，《LOTTO》全碟音源及同名主打曲韓中版本MV。截至18日上午九點，新主打歌《LOTTO》已經拿下Melon、bugs、Mnet、Naver、genie、monkey3、soribada、olleh等韓國8大音源即時榜第一位。

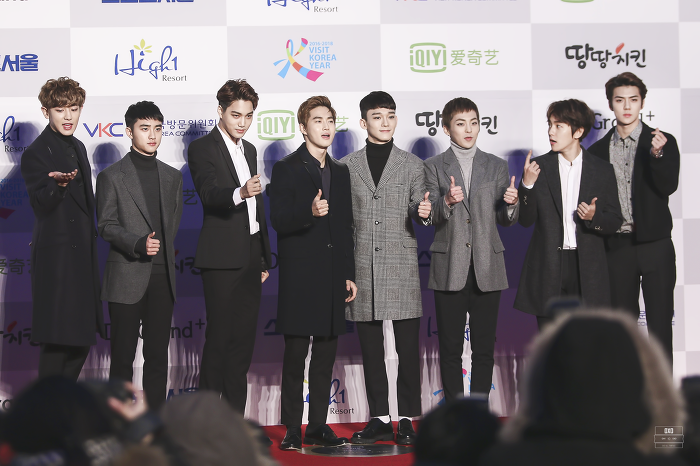
EXO於2016首爾歌謠大賞

正規三輯《EX'ACT》在6月9日發售後，截至同月17日已售出79萬6085張，Repackage《LOTTO》也已創下37萬4280張的銷量，兩張專輯的總銷售量總和達117萬4280張，是EXO在正規一、二輯後，連續第三張銷量突破百萬銷量的專輯，讓他們創下了白金三冠王的新記錄。另外，因改版主打歌曲《LOTTO》被KBS及MBC裁定涉及特定商品品牌名字，拒絕讓EXO登上旗下節目打歌。最後，SM娛樂公佈於KBS及MBC的音樂放送上，將以《LOUDER》代替原來《LOTTO》的曲名。
8月22日，《Call Me Baby》韓文版在Youtube上打破1億點擊率，亦成為EXO第3首破億MV。9月2日，SM娛樂公佈EXO第二本寫真集《dear happiness》將於9月20日公開發售，並由7日起於SMTown@Coexartium、明洞樂天Young Plaza Sum內舉行展覽。9月21日，SM娛樂公佈EXO成員LAY將成為EXO首位個人出道歌手，正準備個人專輯，並以2016年下半年推出為目標，將會在中韓兩地同時推出並宣傳。
10月5日，SM娛樂表示EXO成員伯賢、XIUMIN和CHEN 將組成子團並發行專輯。同日，中國籍成員LAY其工作室公開了LAY 參與詞曲創作的個人單曲《what U need?》MV拍攝花絮照，歌曲亦於10月7日（其25歲生日）通過中韓兩地各大音樂網站公開音源和MV，以此作為在生日當天，送給歌迷們的禮物。此外，LAY將在10月9日通過釜山舉辦的「2016 Asia Song Festival」演唱會中獻唱初舞台。10月28日，LAY首張迷你專輯《LOSE CONTROL》於中韓同時公開，專輯中的6首中文單曲都由LAY親自作曲，預售量突破20萬。
10月31日，子團體EXO-CBX推出首張專輯《Hey Mama！》，正式出道。12月7日，EXO於發行第二張日文單曲《Coming Over》。12月19日，EXO於0點正式發行冬季特別專輯《For Life》。該專輯只有一個版本，但專輯內首次同時含有中韓兩個語言版本的CD。截至12月27日，正規3輯《EX' ACT》，正規3輯Repackage《LOTTO》，共117萬的銷量，加上子團EXO-CBX的首張迷你專輯《Hey MaMa! 》的27萬6干張的銷量，Lay首張迷你專輯《LOSE CONTROL》的26萬張，以及冬季特別專輯《For Life》的銷量累計達42萬5干張，總銷量突破213萬張，創下新紀錄，成為2016的銷量冠军。

### 2017年

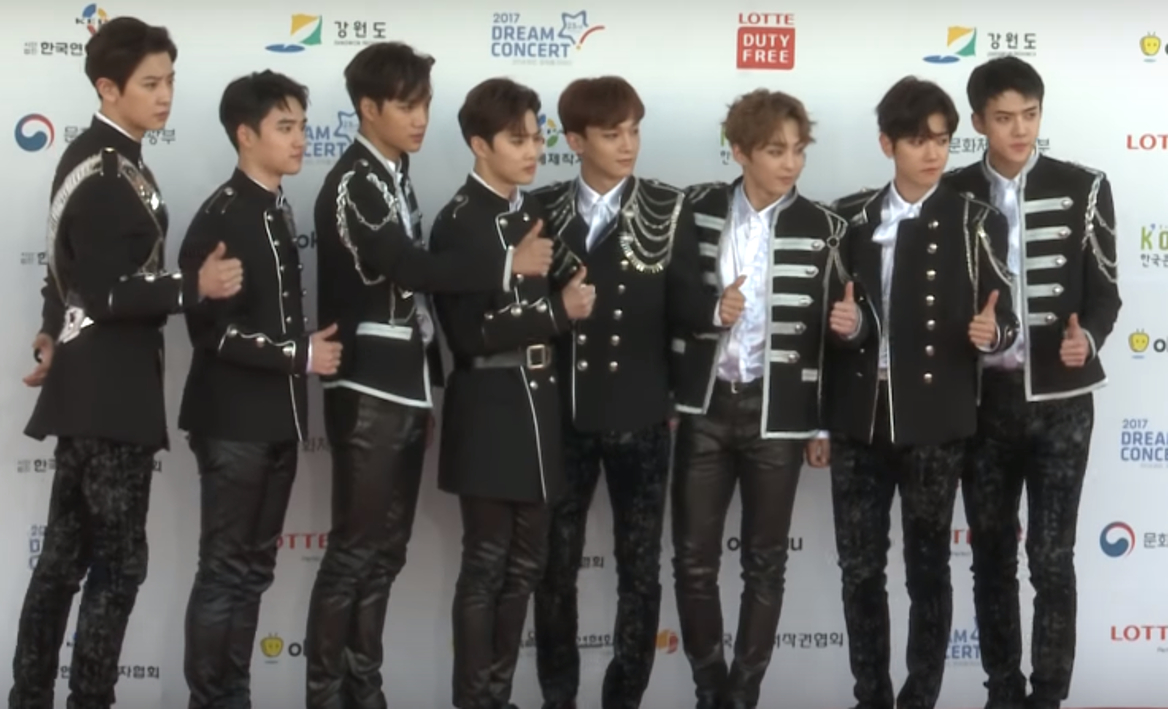
EXO於2017年6月3日夢想演唱會

2017年7月11日，《Wolf》韓文版MV在youtube突破1億點擊率，成為了EXO第五首破億MV。6月16日，SM娛樂向媒體表示EXO目前正在準備夏天回歸，日程確定後會公開。EXO也曾在此前世界巡演首爾安可演唱會上預告了即將回歸的消息。
7月9日至16日，SM娛樂在YouTube逐步發布8位成員的預告片，同時宣佈了成員Lay因為工作室的工作撞期，因此這次回歸不會參與回歸。之後在17日零時發布了《Ko Ko Bop》中韓兩版MV預告，同時專輯預售突破80萬張，打破了之前66萬張的預售紀錄。
7月18日，韓國時間下午六點，公開了新專輯《Ko Ko Bop》音源，截止至韓國時間19日上午十點，成功登上韓國國內六大音源榜實時榜單第一位，其餘收錄曲也進入榜單上位圈。另外《THE WAR》 同時摘得了包括加拿大、瑞士、芬蘭、挪威、丹麥、希臘、愛爾蘭、捷克等全世界41個地區iTunes綜合專輯排行榜一位（截至韓國時間19日下午兩點），之後還獲得全世界46個地區iTunes POP專輯排行榜第一位，中國蝦米排行榜第一位（韓國），韓國國內各大唱片銷量實時排行榜第一位，反映了EXO在全世界廣泛的流行度
8月11日，《THE WAR》銷量達1,012,021張，成功突破一百萬張，成為了EXO專輯中突破百萬銷量的最短時間紀錄，也是EXO連續4張正規專輯登上百萬寶座。
而後續改版專輯《The War：The Power of Music》則在9月5日公開，這張專輯在推出後成功佔據33國的iTunes綜合專輯榜冠軍。並席卷韓國各大專輯銷售排行榜日榜冠軍，當中收錄的主打歌《Power》及收錄曲《Sweet Lies》，也都在音源榜上佔據上位圈。
8月29日，EXO憑藉獲得最多 MAMA 大賞的藝人而被記錄入29日發佈的2018健力士世界紀錄大全中。
9月14日，EXO在《M！Countdown》憑《Power》以11,000分成為了節目史上最高分，也是首次滿分的冠軍，同時成為EXO第100個音樂節目冠軍一位。
正規四輯《THE WAR》截至十一月三十日銷售量已達到1,592,792張，成為EXO銷量最高的專輯。

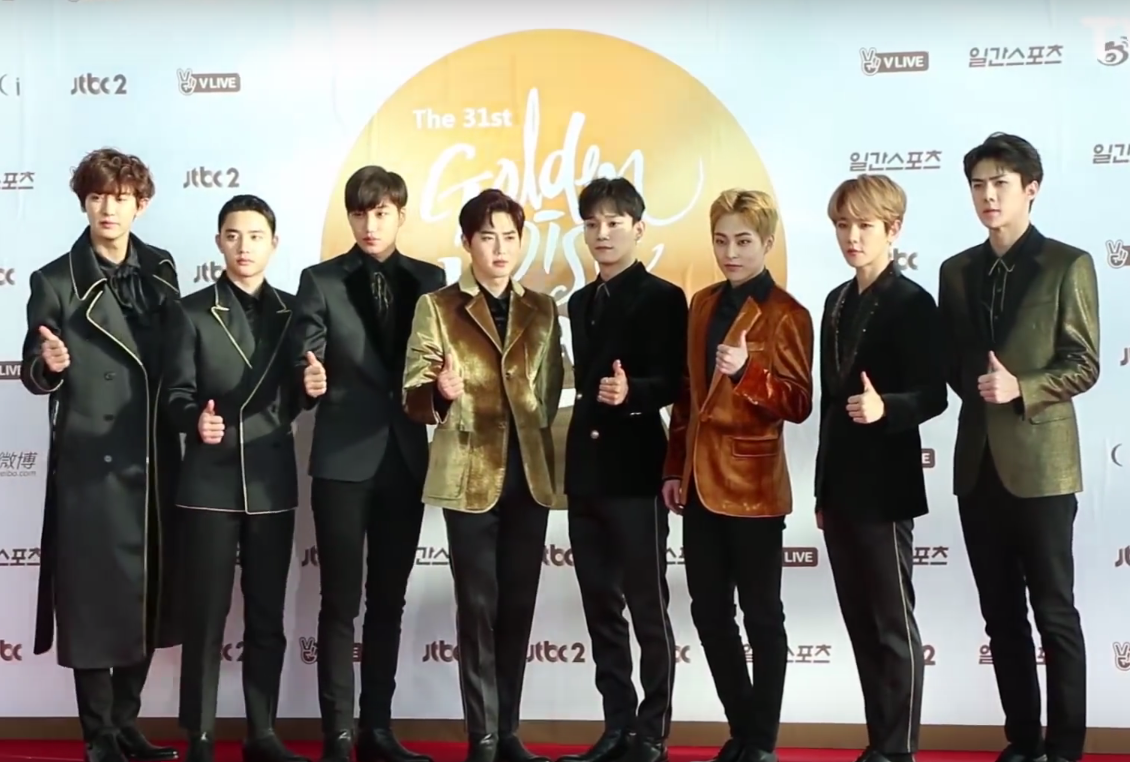
EXO於2017金唱片獎

11月24日，EXO於首爾高尺天空巨蛋展開第4次巡迴演唱會《EXOPLANET ＃4 - The EℓyXiOn -》。12月5日，Twitter公佈#kokobop為2017年於Twitter被提及次數最多的歌曲，同時EXO的Twitter賬號（@weareoneEXO）成為2017年新開設賬號中最多粉絲的名人的第一名。於賬號開設的那天，EXO已經有超過110萬相關的推特，而#EXO和#Ko Ko Bop亦成為全球熱門話題。12月12日，《Ko Ko Bop》韓文版MV在 Youtube突破一億點擊率，成為了EXO第六首點擊率破億的MV。
12月14日，EXO成員 Xiumin、Baekhyun、Chen與演員宋慧喬陪同南韓總統文在寅到北京出席中韓經貿交流會。
12月26日，EXO發行第四張冬季特別專輯《Universe》。美國告示牌（Billboard）亦為EXO此次的專輯發佈了一篇以EXO新專輯《Universe》為題的文章。Billboad形容此此專輯的主打曲《Universe》是以柔美的钢琴旋律配合戏剧般电子弦乐的流行摇滚曲风，凸显EXO成員的優勢。此外，《Universe》在27個地區的iTunes榜上排名第一，熱烈的反應再一次展現EXO "冬季歌神的力量"。

### 2018年

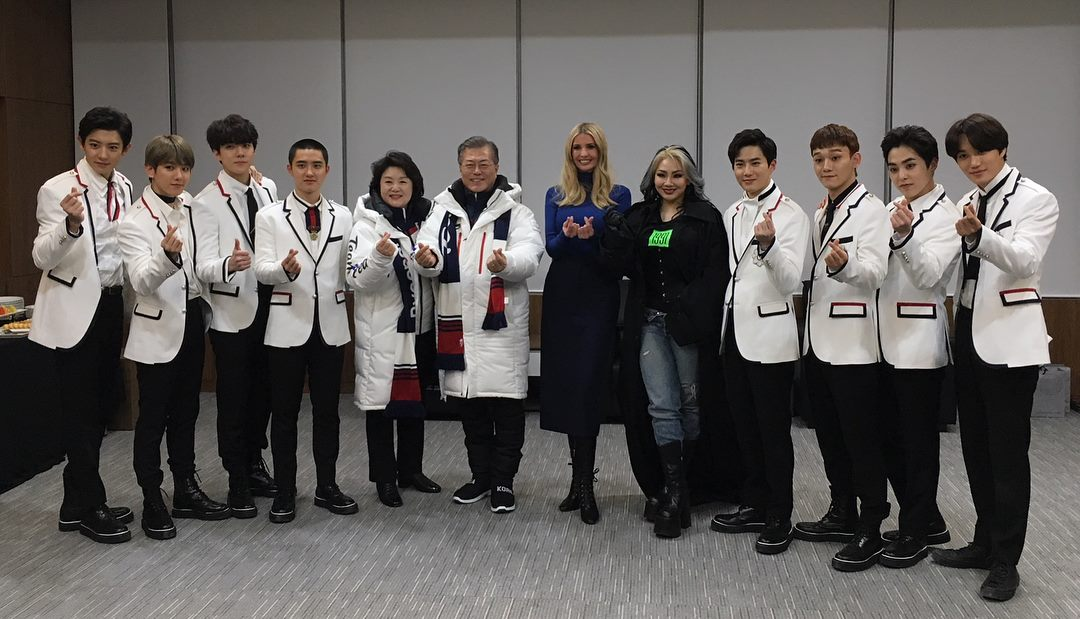
EXO於冬季奧林匹克運動會

2018年1月6日，EXO的歌曲《Power》入選哈利法塔前的杜拜噴泉（The Dubai Fountain）的表演音樂，成為韓國首位入選的K-pop組合和首支K-pop歌曲。EXO於6日飛到杜拜親身觀看噴泉表演，受到當地媒體矚目。
1月31日，EXO發行首張日語正規專輯《COUNTDOWN》，發行當天便以6萬2061張的成績拿下日本公信榜的第一名。EXO成為第一個在日本發行的首張日語單曲和專輯都取得一位的海外組合。
2月5日，成員伯賢獲邀在國際奧委會（IOC）總會開幕式上演唱韓國國歌。25日，EXO與CL共同擔任韓國平昌2018年冬季奧林匹克運動會閉幕式表演嘉賓，獻唱代表作《Growl》和《Power》。
3月，韓國造幣公社宣佈將為EXO製作官方紀念獎牌，預計於4月份上市。EXO成為了首位K-pop藝人獲得製作紀念獎牌，希望通過向全世界發售官方紀念章，進一步擴散K-pop與韓流在世界範圍內的威望。6月8日，《Monster》MV觀看次數突破兩億，成為EXO首支觀看次數超過兩億的MV。6月24日，EXO接受韓國觀光公社邀請，被任命為「韓國觀光榮譽大使」，希望能拓展韓國觀光在外國的知名度，提升韓國觀光的形象和吸引外國遊客到韓國旅遊。
3月16日，Tao與SM娛樂長達三年的合約糾紛結束。韓國大法院正式宣佈Tao被判敗訴，SM娛樂和Tao的合約仍然生效，Tao必須繼續遵守雙方的合約。
7月14日，世界第一高建筑迪拜哈利法塔举行了以EXO为主题的超大型LED Show。这是哈利法塔首次以非王室成员为主题的人物LED Show。同年7月15日，2018年俄罗斯世界杯法国和克罗地亚的决赛上，EXO的热门歌曲《Power》被选为赛场音乐在卢日尼基体育场播放，使现场气氛达到高潮。

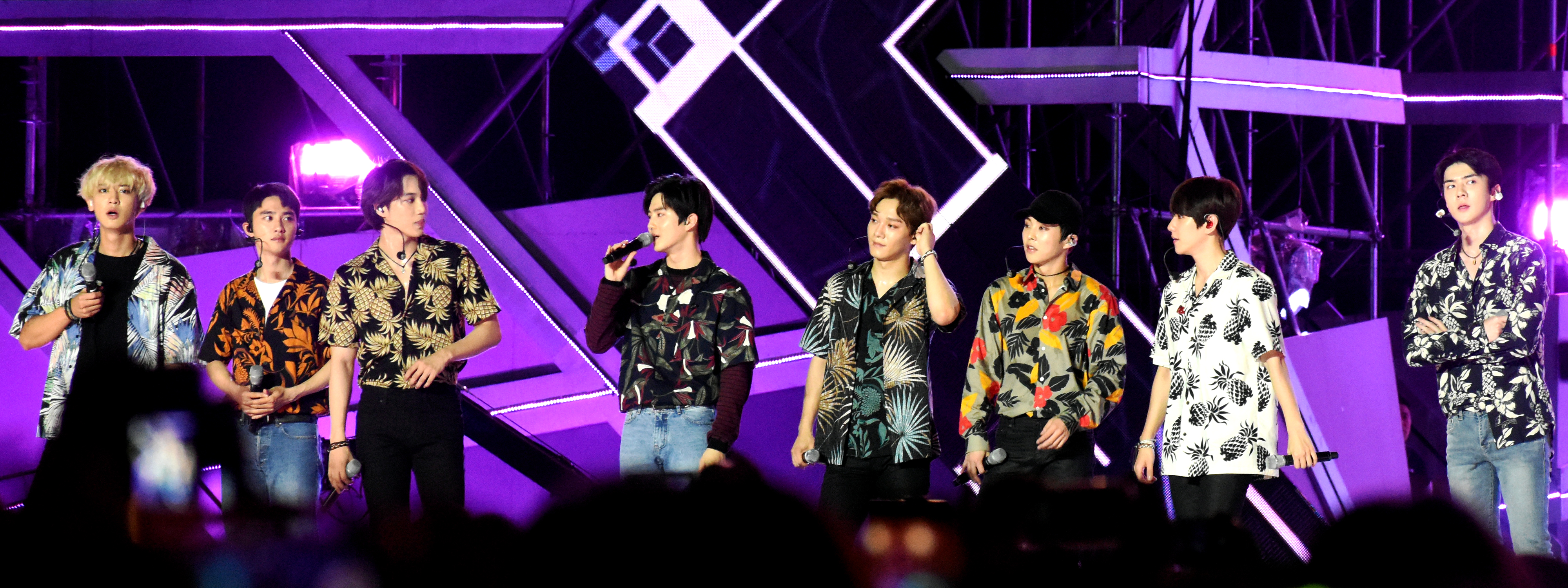
EXO於2018仁川機場天空節

11月2日，第五張正規專輯《Don't Mess Up My Tempo》發行，為首次正規專輯沒有發行中文版專輯，而是收錄中文版音源於同一張專輯。成員Lay參與了此次專輯中文版的音源錄製和MV拍攝，這是自2016年《EX'ACT》專輯後Lay再次參與EXO團體專輯錄製。截至2018年10月30日，專輯預售量達到1,104,617張，刷新EXO自身專輯預售量記錄，這讓EXO連續5張正規專輯都成功登上百萬寶座。此外，專輯發佈當天即登上韓國國内榜單冠軍，並拿下全球47個國家及地區的iTunes綜合專輯榜冠軍。主打歌《Tempo》也於韓國最大音樂榜MelOn及Soribada拿下冠軍，以及於中國的蝦米音樂綜合榜拿下第一名。
11月12日，SM娛樂表示EXO於2018年11月2日發行的第五張正規專輯《Don't Mess Up My Tempo》已讓EXO的專輯總銷量突破1千萬張。EXO是2000年後出道的歌手中，首位在韓國國內專輯銷量突破1千萬的歌手。12月13日，第五張正規專輯後續改版專輯《LOVE SHOT》发行。截至12月14日上午十一點，這張專輯已經在Hanteo、Synarra等各大唱片行奪冠，收錄曲也以主打歌為首從第一名開始依序登上MelOn、NAVER Music、Bugs等音源榜上位圈。同時，《LOVE SHOT》也在全世界60個國家或地域的 iTunes 綜合專輯榜拿下冠軍。

### 2019年

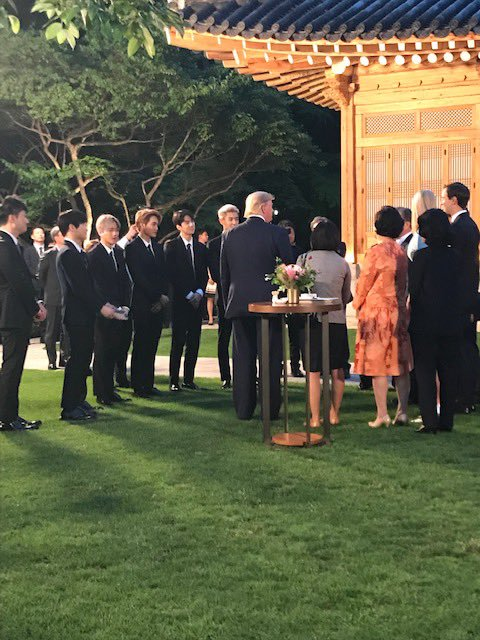
EXO與南韓總統文在寅和美國總統特朗普在青瓦台晚宴

2019年4月1日，成員Chen發行首張個人迷你專輯《April, and a flower》個人出道，成為EXO第二位個人出道的成員。5月7日，成員Xiumin以陸軍現役身份服役，成為EXO第一個入伍的成員。
2019年6月，SM娛樂宣佈成員Baekhyun將於7月10日以迷你專輯《City Lights》出道，成為第三位個人出道的成員。6月28日，SM娛樂宣佈EXO成員Chanyeol和Sehun將組成小分隊EXO-SC於7月22日發行首張迷你專輯《What a life》出道。6月29日，Suho、伯賢、燦烈、Chen、Kai和世勳出席了文在寅总统为特朗普访问韩国准备的青瓦台晚宴。。
7月1日，D.O.自願申請入伍，並於當天通過SM STATION第三季發佈歌曲《That's okay》作為送給粉絲的禮物，成為EXO第二位入伍的成員。同月，EXO於19、20、21、26、27及28日在首爾奧林匹克體操館舉辦第五次巡迴演唱會「EXO PLANET #5 - EXplOration -」首爾站。因成員Xiumin、D.O.已經入伍，此次參與演唱會的只有Suho、Baekhyun、Chen、Chanyeol、Kai和Sehun 6位成員。8月起巡演在包括香港和臺北的韩国海外進行。10月4日，Baekhyun與Kai以SM娛樂與國會音樂合作推出的由SM娛樂旗下各男子音樂組合的部分成員組成的聯合團體SuperM成員身份在美國出道並發行第一張迷你專輯《SuperM》。
11月4日，在日本出道5周年之际，EXO时隔2年发行第三张日文单曲《BIRD》。11月27日，EXO發行第六張正規專輯《OBSESSION》，為首次無改版的正規專輯。專輯陸續登上了台灣、越南、泰國、新加坡、寮國、法國、丹麥、瑞典、土耳其、沙烏地阿拉伯等 60 個國家或地區的 iTunes Top Albums 榜首。此外，EXO 也拿下了韓國國內的 Hanteo Chart、Synnara Record、Yes24、教保文庫等唱片網站的單日銷量第一名，主打歌《Obsession》也在 MelON、Soribada、Bugs等各大音源網站即時榜上獲得冠軍。12月29日，Billboard公布2019最佳韩语歌曲（Best Kpop Songs of 2019)，EXO以正规六辑的主打曲《OBSESSION》再度获得第一名。

### 2020年
2020年3月30日，隊長Suho發佈首張個人迷你專輯《Self-Portrait》Solo出道，成為EXO第四位Solo出道的成員。5月14日，Suho進入忠清南道論山市陸軍訓練所，接受為期四周的基礎軍事訓練後，以社會服務要員的身份履行國防義務。
9月22日，Twitter公布#obsession为2020年于Twitter被提及次数最多的歌曲。
10月16日，Chen透過官方社群Lysn宣佈將會在10月26日入伍，成為EXO第四個入伍的成員。。11月23日，韓國媒體報導Xiumin已經開始兵役期的最後假期，休假結束後Xiumin將不返回部隊並會於12月6日退伍，是EXO首位退伍的成員。
11月11日，Kai透過官方社群平台宣佈將於11月30日推出共收錄6首歌曲的首張個人迷你專輯《KAI (开)》Solo 出道，成為第五位個人出道的成員。

### 2021年
1月25日，D.O.退伍，結束了約1年零6個月的兵役，成為EXO第二位完成服役的成員。
3月29日，燦烈以現役身份入伍，是EXO第5位入伍成員。此外，成員伯賢亦於直播中宣佈將於4月入伍。
4月3日，伯賢在bubble宣布5月6日入伍，並說明擔任社會服務員的原因。5月6日，伯賢因在入伍前患有甲狀腺機能低下而需要長期接受治療，故作為社會服務要員服兵役，是EXO第6位入伍的成員。
6月7日，以特別專輯《DON'T FIGHT THE FEELING》回歸，這是EXO時隔1年半回歸歌壇，這也是成員XIUMIN和D.O.退伍後首度參與的專輯。Lay透過了特效，在MV中成功促成7人合體。截至6月6日，專輯預售量已高達122萬181張，創下團體自身的最高紀錄。此外，專輯僅發行一周就突破了100萬張，成為EXO第六張銷量超百萬的唱片。專輯亦登頂南韓的HANTEO CHART、新娜拉唱片（Synnara Record）的最新專輯榜周榜，還躍上全球87個國家和地區的iTunes流行歌曲榜，佔據中國QQ音樂、酷狗音樂、酷我音樂的數位專輯銷售排行榜第1位。
7月26日，D.O.發佈首張個人迷你專輯《Empathy》Solo出道，成為EXO第六位Solo出道的成員。
12月，EXO原定參與第三届腾讯音乐娱乐盛典，但官方於12月8日突然刪除了EXO成員參加該活動的宣傳海報，參加藝人名單中也不見EXO踪影。SM娛樂之後宣佈成員Kai和Sehun將以線上方式參加活動。最後EXO在該頒獎典禮中獲得年度最佳海外團體。

### 2022年
2月13日，Suho完成一年零九個月的兵役退伍，並在個人IG上傳親筆信向粉絲問好。4月8日，EXO出道十週年，Lay在社群媒體上傳親筆信宣佈告別SM娛樂，但會以Lay的身份在成員需要時給予陪伴。SM娛樂則表示雙方正在討論新型態的契約模式以及Lay繼續留在團體的可行性。4月25日，CHEN退伍。9月28日，灿烈退伍
。

### 2023年
1月1日，隊長SUHO稱，EXO將於2023年以完整體回歸。2月5日，伯賢退伍。5月11日，Kai入伍。6月1日，成員XIUMIN、伯賢、CHEN向SM娛樂通報解除專屬合約。
6月9日，SM娛樂公布EXO將於7月10日回歸並推出第七張正規專輯《EXIST》。已入伍的Kai參與了錄音及MV拍攝，而XIUMIN、伯賢、CHEN雖然跟公司處於法律爭議中，但會繼續參與團體活動。6月12日，推出先行曲<Let Me In>。6月19日，SM娛樂與成員XIUMIN、伯賢、CHEN發表共同聲明，表示雙方達成和解，並維持現有的專屬合約。6月30日推出第二首先行曲<Hear Me Out> 。11月，D.O.与SM娱乐的个人合约到期并成立经纪公司COMPANY SOOSOO。12月，2013年推出的<初雪>音源逆行。12月19日取得Melon Top 100榜第一位。12月20日取得Melon日榜第一位，成為第一個，也是唯一一個在2023年获此成绩的男子組合。繼〈Growl〉（2013）、〈十二月的奇蹟〉（2013）後第三首日榜奪冠的歌曲，也是EXO相隔10年繼〈十二月的奇蹟〉再拿日榜一位的作品。12月21日，世勳入伍。

### 2024年
1月8日，伯贤成立经纪公司INB100并签约XIUMIN与CHEN。4月14日，在迎仕伯综艺馆举办粉丝见面会<2024 EXO FANMEETING:ONE>

### 2025年
1月11日-12日，SUHO与灿烈以EXO团体名义参加在高尺天空巨蛋举办的SMTOWN LIVE 2025 首尔站。2月10日，KAI退伍。

## 成員
- 名字粗體為隊長。

| 藝名     | 藝名     | 本名     | 本名     | 本名           | 出生日期及地點                         | 虛構超能力 | 子團     | 子團     | 子團     | 子團     |
| 藝名     | 韩文     | 中文     | 韩文     | 羅馬拼音       | 出生日期及地點                         | 虛構超能力 | K        | M        | CBX      | SC       |
| 現任成員 | 現任成員 | 現任成員 | 現任成員 | 現任成員       | 現任成員                               | 現任成員   | 現任成員 | 現任成員 | 現任成員 | 現任成員 |
| -------- | -------- | -------- | -------- | -------------- | -------------------------------------- | ---------- | -------- | -------- | -------- | -------- |
| Xiumin   |          | 金珉錫   |          | Kim Min-seok   | 1990年3月26日 · 京畿道九里市           | 凍結       |          |          |          |          |
| Suho     |          | 金俊勉   |          | Kim Jun-myeon  | 1991年5月22日 · 首爾特別市             | 水         |          |          |          |          |
| Lay      |          | 张艺兴   |          | Zhang Yixing   | 1991年10月7日 · 中国湖南省長沙市       | 治癒       |          |          |          |          |
| Baekhyun |          | 邊伯賢   |          | Byun Baek-hyun | 1992年5月6日 · 京畿道富川市            | 光         |          |          |          |          |
| Chen     |          | 金鍾大   |          | Kim Jong-dae   | 1992年9月21日 · 京畿道始興市           | 雷         |          |          |          |          |
| Chanyeol |          | 朴燦烈   |          | Park Chan-yeol | 1992年11月27日 · 首爾特別市            | 火         |          |          |          |          |
| D.O.     |          | 都敬秀   |          | Doh Kyung-soo  | 1993年1月12日 · 京畿道高陽市           | 力量       |          |          |          |          |
| Kai      |          | 金鍾仁   |          | Kim Jong-in    | 1994年1月14日 · 全羅南道順天市         | 瞬移       |          |          |          |          |
| Sehun    |          | 吳世勳   |          | Oh Se-hun      | 1994年4月12日 · 首爾特別市中浪區忘憂洞 | 風         |          |          |          |          |
| 前任成員 |          |          |          |                |                                        |            |          |          |          |          |
| Luhan    |          | 鹿晗     |          | Lu Han         | 1990年4月20日 · 中国北京市海淀區       | 念力       |          |          |          |          |
| Kris     |          | 吳亦凡   |          | Wu Yi Fan      | 1990年11月6日 · 中国廣東省廣州市       | 飛行/龍    |          |          |          |          |
| Tao      |          | 黃子韜   |          | Huang Zi Tao   | 1993年5月2日 · 中国山東省青島市        | 凍結時間   |          |          |          |          |

## 子團體
| 分隊名  | 参与成员                                      | 出道日                       |
| ------- | --------------------------------------------- | ---------------------------- |
| EXO-M   | Xiumin、Lay、Chen 过往成员： Luhan、Kris、Tao | 2012年4月8日                 |
| EXO-K   | Suho、Baekhyun、Chanyeol、D.O.、Kai、Sehun    | 2012年4月8日                 |
| EXO-CBX | Xiumin、Baekhyun、Chen                        | 2016年10月31日 2017年5月24日 |
| EXO-SC  | Chanyeol、Sehun                               | 2019年7月22日                |

## 成就與國際認可
EXO於2013年發行的首張正規專輯《XOXO (Kiss&Hug)》銷量突破100萬張，這是繼金健模第7張專輯和G.o.d第4張專輯以後，時隔12年再次出現的銷售量突破100萬張的專輯。此後，EXO於2015、2016、2017和2018年發行的4張正規專輯《EXODUS》、《EX'ACT》、《THE WAR》、《Don't Mess Up My Tempo》銷售量均突破100萬張。EXO凭借正规五辑成为首位韩国国内专辑累计销售突破千万的艺人。
EXO於2015和2016年的韓國福布斯名人榜上均排名第一，而於2014、2017和2018年的韓國福布斯名人榜上EXO均位列前五名。
英國雜誌《Dazed》稱EXO為“世界最大的男子組合”，“他們站在流行的最前端，創造了跨越大陸的流行主宰。”
2013年，凭着正规一辑的主打曲《GROWL》，EXO获得Billboard精选的最佳韩语歌曲榜首。
2019年，EXO再度凭着正规六辑的主打曲《OBSESSION》获得Billboard精选的2019年最佳韩语歌曲榜首。对此，Billboard对《Obsession》给予评价，“该曲将EXO的暗黑一面展现得极具魅力，出道7年的EXO，再次凭借实力印证了他们Kpop卫冕之王的地位”。
2018年8月29日，EXO憑藉獲得最多 MAMA 大賞的藝人而被記錄入2018健力士世界紀錄大全中。EXO亦於2013年至2017年，分別以《XOXO (Kiss&Hug)》、《Overdose》、《EXODUS》、《EX'ACT》及《The War》連續五度獲得年度專輯獎，成為該獎項紀錄保持人。
2018年《Power》成為首個韓國團體、首支入選哈利法塔前的杜拜噴泉(The Dubai Fountain)表演音樂的K-POP音樂。
並於同年擔任平昌冬奧閉幕式表演嘉賓。

## 音樂作品
| 正規專輯 - 2013: XOXO (Kiss&Hug) - 2015: EXODUS - 2016: EX'ACT - 2017: The War - 2018: DON'T MESS UP MY TEMPO - 2019: Obsession - 2023: EXIST 迷你專輯 - 2012: MAMA - 2014: Overdose | 冬季特別專輯 - 2013: Miracles In December - 2015: Sing For You - 2016: For Life - 2017: Universe 夏季特別專輯 - 2021: DON'T FIGHT THE FEELING 日語專輯 - 2018: COUNTDOWN |

## 影視作品
專屬節目
- 2013－2014：MBC《EXO's SHOWTIME》
- 2014：Mnet《火熱的瞬間 XOXO EXO》
- 2014：Mnet《EXO 90:2014》
- 2015：LINE《EXO's Special Camping》
- 2015：東京電視台《EXO Channel》
- 2016：V LIVE+《EXOMENTARY LIVE》
- 2017：V LIVE+《EXO Tourgram》
- 2018：oksusu、XtvN《EXO的爬着梯子世界旅行》
- 2018：V LIVE+《給你看EXO:EXO娛樂館》
- 2019：oksusu、XtvN《EXO的爬着梯子世界旅行2》
- 2019：Naver TV、V LIVE《Heart 4 U》
- 2021：YouTube《給你看EXO:EXO娛樂館2》
- 2022：wavve《EXO的爬着梯子世界旅行3》
- 2023：wavve《EXO的爬着梯子世界旅行4》

電視劇
- 2012：SBS《致美麗的你》EXO-K（客串）
- 2015：LINE《我的鄰居是EXO》EXO （主演）

## 出版物

### 寫真書
- 2014：Die Jungs
- 2014：EXOLOGY Chapter 1: On Stage & Off Stage
- 2016：EXO Planet #2 The EXO'luXion Concert Photobook
- 2016：Dear Happiness
- 2019：PRESENT ; gift[145]
- 2019：PRESENT；the moment[146]

## 与粉丝团体的互动
EXO官方應援色為銀白色，官方團隊口號為「WE ARE ONE」。EXO的官方全球粉絲俱樂部名稱為「 EXO-L」，為「EXO-Love」的縮寫，也取自於英文字母K與M之間的L，代表著所有在EXO-K與EXO-M之間守護EXO的粉絲，同時也與EXO的口號「We Are One」的意義一致，以表示EXO與粉絲是一體的存在。官方應援手燈為黑色EXO六角形应援棒（第一代）和白色EXO六角形应援棒（第二代），应援棒別名為“愛麗棒”（韓語：에리디봉）。

## 演唱會及其他演出

### 巡迴演唱會
- EXO FROM. EXOPLANET ＃1 - THE LOST PLANET -（2014年）
- EXOPLANET ＃2 - The EXO'luXion -（2015年至2016年）
- EXOPLANET ＃3 - The EXO'rDIUM -（2016年至2017年）
- EXOPLANET ＃4 - The EℓyXiOn -（2017年至2018年）
- EXOPLANET#5 - The EXplOration -（2019年）[148]

### Showcase
| 日期                                                      | 演唱會站次 | 舉行地點                     |
| EXO 出道 Showcase                                         |            |                              |
| 2012年3月31日                                             | 首爾       | 首爾奧林匹克公園奧林匹克大廳 |
| 2012年4月1日                                              | 北京       | 北京對外經貿大學圖書館報告廳 |
| EXO The 2nd Mini Album Comeback Showcase "Overdose"       |            |                              |
| 2014年4月15日                                             | 首爾       | 蠶室室內體育館               |
| 2014年5月11日                                             | 上海       | 梅賽德斯奔驰文化中心         |
| EXO Winter Special Album Comeback Showcase "Sing For You" |            |                              |
| 2015年12月10日                                            | 首爾       | 樂天世界                     |
| EXO The 3rd Studio Album Comeback Showcase "EX'ACT"       |            |                              |
| 2016年6月8日                                              | 首爾       | 首爾奧林匹克公園奧林匹克大廳 |
| EXO Comeback Showcase "Tempo"                             |            |                              |
| 2018年11月2日                                             | 仁川       | 永宗島百樂達斯城             |

### 粉絲見面會
| 日期                                   | 演唱會站次       | 舉行地點               |
| EXO Greeting Party in Japan “Hello!”   |                  |                        |
| 2014年4月11日                          | 埼玉             | 埼玉超級競技場         |
| 2014年4月12日（兩場）                  | 埼玉             | 埼玉超級競技場         |
| 2014年4月13日（兩場）                  | 埼玉             | 埼玉超級競技場         |
| EXO-L Japan Fanclub Event 2015         |                  |                        |
| 2015年4月17日                          | 橫濱             | 橫濱體育館             |
| 2015年4月18日（兩場）                  | 橫濱             | 橫濱體育館             |
| 2015年4月19日（兩場）                  | 橫濱             | 橫濱體育館             |
| EXO-L Japan Fanclub Event 2016         |                  |                        |
| 2016年5月1日                           | 東京             | 日本武道館             |
| 2016年5月2日（兩場）                   | 東京             | 日本武道館             |
| 2016年5月3日（兩場）                   | 東京             | 日本武道館             |
| Green Nature 2017 EXO Fan Festival     |                  |                        |
| 2017年1月21日                          | 韓國             | 漢陽大學奧林匹克體育館 |
| EXO-L Japan Fanclub Event 2017         |                  |                        |
| 2017年5月12日                          | 東京             | 幕張展覽館             |
| 2017年5月13日（兩場）                  | 東京             | 幕張展覽館             |
| 2017年5月14日（兩場）                  | 東京             | 幕張展覽館             |
| 《THE WAR》迷你Fanmeeting              |                  |                        |
| 2017年9月6日                           | 首爾             |                        |
| Green Nature 2018 EXO Fan Festival     |                  |                        |
| 2018年2月3日                           | 韓國             |                        |
| EXO CHANNEL“ADVENTURE”                 |                  |                        |
| 2018年6月29日                          | 日本千葉縣千葉市 | 幕張展覽館             |
| 2018年6月30日                          | 日本千葉縣千葉市 | 幕張展覽館             |
| 2018年7月1日                           | 日本千葉縣千葉市 | 幕張展覽館             |
| 2022 Debut Anniversary Fan Event : EXO |                  |                        |
| 2022年4月9日                           | 首爾             | 蚕室室内体育馆         |
| 2023 EXO FANMEETING EXO' CLOCK         |                  |                        |
| 2023年4月8日                           | 首爾             | 首尔奥林匹克体操竞技场 |
| 2023年4月9日                           | 首爾             | 首尔奥林匹克体操竞技场 |
| 2024 EXO FANMEETING:ONE                |                  |                        |
| 2024年4月11日                          | 首爾             | 迎仕伯综艺馆           |

### SMTOWN巡回演唱會
- SMTOWN Live World Tour III（2012年-2013年）
- SMTOWN Live World Tour IV（2014年）
- SMTOWN Live World Tour V（2016年-2017年）
- SMTOWN Live World Tour VI（2017年）
- SMTOWN Special Stage in Hong Kong（2017年）
- SMTOWN Live 2018（2018年）
- SMTOWN Special Stage In Santiago（朝鲜语：SMTOWN Special Stage In Santiago）（2019年）

### 重要活動
| 日期             | 名稱                                                | 地點                                     | 出演成員                           |
| 2012年5月12日    | 夢想演唱會                                          | 首爾世界盃競技場                         | EXO-K                              |
| 2012年5月20日    | MBC韓流音樂演唱會                                   | 洛杉磯安納海姆本田中心                   | EXO                                |
| 2012年8月25日    | 中韓歌會                                            | 韓國麗水市世博園數碼走廊                 | EXO                                |
| 2012年10月13日   | KCON 2012                                           | 美國Verizon Wireless Amphitheatre        | EXO-M                              |
| 2012年12月29日   | SBS歌謠大戰                                         | 首爾一山KINTEX                           | EXO                                |
| 2012年12月31日   | MBC歌謠大祭典                                       | 京畿道一山MBC Dream Center               | EXO-K                              |
| 2013年1月19日    | Dream Kpop Fantasy Concert                          | 菲律賓亞洲購物中心體育館                 | EXO                                |
| 2013年3月16日    | MBC韓流音樂演唱會                                   | 曼谷拉加曼加拉體育場                     | EXO-K                              |
| 2013年5月11日    | 夢想演唱會                                          | 首爾世界盃競技場                         | EXO                                |
| 2013年7月1日     | 香港巨蛋音樂節                                      | 前啟德機場跑道                           | EXO                                |
| 2013年7月17日    | 第27屆世界大學生運動會閉幕式                        | 新喀山紅寶石體育場                       | EXO                                |
| 2013年7月20日    | BlueOne K-POP Dream Festival                        | 慶州BLUEONE水上樂園特設舞台              | EXO                                |
| 2013年8月24-25日 | KCON 2013                                           | 洛杉磯紀念體育場                         | EXO                                |
| 2013年9月1日     | Incheon Korean Music Wave 2013                      | 仁川文鶴競技場                           | EXO                                |
| 2013年9月8日     | MTV World Stage Live in Malaysia                    | Sunway Lagoon                            | EXO                                |
| 2013年10月9日    | 亞洲音樂節                                          | 韓國首爾市蠶室綜合運動場                 | EXO                                |
| 2013年12月29日   | SBS歌謠大戰                                         | 首爾一山KINTEX                           | EXO                                |
| 2013年12月31日   | MBC歌謠大祭典                                       | 京畿道一山MBC Dream Center               | EXO                                |
| 2014年3月21日    | F/W 2014 Seoul Fashion Week 開幕典禮                | 首爾東大門設計廣場                       | EXO                                |
| 2014年4月20日    | 樂天家族演唱會                                      | 首爾奧林匹克主競技場                     | EXO-K                              |
| 2014年5月27日    | 第50屆百想藝術大賞                                  | 首爾慶熙大學平和殿堂                     | EXO-K                              |
| 2014年6月7日     | 夢想演唱會                                          | 首爾世界盃競技場                         | EXO                                |
| 2014年7月1日     | 香港巨蛋音樂節                                      | 前啟德機場跑道                           | EXO-K                              |
| 2014年9月1日     | MBC Infinite Dream Concert                          |                                          | EXO-K                              |
| 2014年9月17日    | 仁川韓流演唱會                                      | 仁川廣域市國際業務地區                   | EXO-K                              |
| 2014年9月19日    | 2014年仁川亞洲運動會開幕式暖場                      | 仁川亞運會主體育場                       | EXO（Kris、Luhan除外）             |
| 2014年9月28日    | 韓流Dream Festival                                  | 慶州市體育館                             | EXO-K                              |
| 2014年10月10日   | Chungnam Sports Festival                            |                                          | EXO-K                              |
| 2014年10月19日   | 2014 K-POP World Festival In Changwon               | 廣尚南道昌原市                           | EXO-K                              |
| 2014年10月25日   | MBC韓流音樂演唱會                                   | 北京國家體育場                           | EXO                                |
| 2014年11月2日    | 亞洲音樂節                                          | 韓國釜山亞運會主競技場                   | EXO-K                              |
| 2014年11月9日    | 樂天家族演唱會                                      | 首爾奧林匹克主競技場                     | EXO-K                              |
| 2014年11月26日   | 中韓歌會                                            | 韓國首爾市韓國放送公社汝矣島總部KBS Hall | EXO                                |
| 2014年12月21日   | SBS歌謠大戰                                         | 韓國首爾市三成洞COEX                     | EXO                                |
| 2014年12月26日   | KBS歌謠盛典                                         | 首爾汝矣島KBS大廳                        | EXO                                |
| 2014年12月31日   | 湖南衛視跨年演唱會                                  |                                          | EXO                                |
| 2014年12月31日   | MBC歌謠大祭典                                       | 京畿道一山MBC Dream Center               | EXO                                |
| 2015年4月14日    | 濟州島K-POP演唱會                                   |                                          | EXO                                |
| 2015年5月15日    | 延世大學慶典AKARAKA                                 |                                          | EXO                                |
| 2015年5月23日    | 夢想演唱會                                          | 首爾世界盃競技場                         | EXO                                |
| 2015年5月24日    | 樂天家族演唱會                                      | 首爾蠶室綜合運動場                       | EXO                                |
| 2015年7月23日    | 樂天Lovely Young演唱會                              |                                          | EXO                                |
| 2015年8月30日    | a nation                                            | 東京體育場                               | EXO                                |
| 2015年9月5日     | DMC Festival                                        | 首爾DMC（數碼媒體城）地區上岩文化廣場    | EXO                                |
| 2015年10月4日    | 江南韓流音樂節                                      |                                          | EXO                                |
| 2015年10月9日    | ONE K演唱會                                         | 韓國首爾世界盃競技場                     | EXO                                |
| 2015年10月11日   | 亞洲音樂節                                          | 韓國釜山亞運會主競技場                   | EXO                                |
| 2015年10月24日   | ACC 演唱會                                          | 上海虹口体育馆                           | EXO                                |
| 2015年10月25日   | 樂天家族演唱會                                      |                                          | EXO                                |
| 2015年12月27日   | SBS歌謠大戰                                         | 韓國首爾市三成洞COEX                     | EXO                                |
| 2015年12月30日   | KBS歌謠盛典                                         | 首爾高尺天空巨蛋                         | EXO                                |
| 2015年12月31日   | MBC歌謠大祭典                                       | 京畿道一山MBC Dream Center               | EXO                                |
| 2016年6月4日     | 夢想演唱會                                          | 首爾世界盃競技場                         | EXO                                |
| 2016年6月18日    | Suwon K-POP Super Concert                           | 韓國水原世界杯體育場主賽場               | EXO                                |
| 2016年6月21日    | KBS Open Concert                                    |                                          | EXO                                |
| 2016年10月8日    | DMC Festival                                        | 首爾DMC（數碼媒體城）地區上岩文化廣場    | EXO                                |
| 2016年10月9日    | 亞洲音樂節                                          | 韓國釜山亞運會主競技場                   | EXO                                |
| 2016年10月22日   | 樂天家族演唱會                                      | 首爾蠶室綜合運動場                       | EXO                                |
| 2016年11月1日    | SBS Power FM 20周年演唱會                           |                                          | EXO                                |
| 2016年12月26日   | SBS歌謠大戰                                         | 韓國首爾市三成洞COEX                     | EXO                                |
| 2016年12月29日   | KBS歌謠盛典                                         | 首爾汝矣島KBS大廳                        | EXO                                |
| 2016年12月31日   | MBC歌謠大祭典                                       | 京畿道一山MBC Dream Center               | EXO                                |
| 2017年5月6日     | KPOP Festival in Myanmar                            | 緬甸杜瓦納體育場                         | EXO（Lay缺席）                     |
| 2017年5月31日    | U Have a Dream                                      | 韓國京畿道高陽市                         | EXO（Lay缺席）                     |
| 2017年6月2日     | World Friends Music Festival                        |                                          | EXO（Lay缺席）                     |
| 2017年6月3日     | 夢想演唱會                                          | 首爾世界盃競技場                         | EXO（Lay缺席）                     |
| 2017年6月10日    | Skechers Sweet Monster K-pop Dance Competition 2017 | 新加坡長堤坊                             | Sehun、Chanyeol、Suho              |
| 2017年7月24日    | 2017蔚山夏日音樂節                                  | 鎮下海水浴場                             | EXO（Lay缺席）                     |
| 2017年8月26日    | a nation                                            | 東京體育場                               | EXO（Lay缺席）                     |
| 2017年9月15日    | 樂天家族演唱會                                      | 首爾蠶室綜合運動場                       | EXO（Lay缺席）                     |
| 2017年9月22日    | KCON 2017                                           | 雪梨巨蛋體育館                           | EXO（Lay缺席）                     |
| 2017年9月24日    | 亞洲音樂節                                          | 韓國釜山亞運會主競技場                   | EXO（Lay缺席）                     |
| 2017年11月1日    | 平昌文化奧運 G-100 聖火傳送祝賀 K-POP 演唱會        | 首爾光化門                               | EXO（Lay缺席）                     |
| 2017年12月14日   | 中韓經濟貿易合作夥伴會議開幕儀式                    | 北京                                     | Xiumin、Baekhyun、Chen             |
| 2017年12月25日   | SBS歌謠大戰                                         | 首爾高尺天空巨蛋                         | EXO（Lay缺席）                     |
| 2017年12月29日   | KBS歌謠盛典                                         | 首爾汝矣島KBS電視台音樂廳                | EXO（Lay缺席）                     |
| 2017年12月31日   | MBC歌謠大祭典                                       | 京畿道一山MBC Dream Center               | EXO（Lay缺席）                     |
| 2018年2月5日     | 國際奧委會（IOC）總會開幕式                         |                                          | Baekhyun                           |
| 2018年2月25日    | 2018年冬季奧林匹克運動會閉幕式                      | 大韓民國平昌郡平昌奧林匹克體育場         | EXO（Lay缺席）                     |
| 2018年6月23日    | 樂天家族演唱會                                      | 首爾蠶室綜合運動場                       | EXO（Lay缺席）                     |
| 2018年8月26日    | a nation                                            | 東京體育場                               | EXO（Lay缺席）                     |
| 2018年9月2日     | 2018 仁川機場 SKY FESTIVAL                          | 仁川國際機場文化公園                     | EXO（Lay缺席）                     |
| 2018年9月27日    | 2018 Korea Sale Festa                               | 首爾廣場                                 | EXO（Lay缺席）                     |
| 2018年10月20日   | 釜山One Asia Festival 2018                          |                                          | EXO（Lay缺席）                     |
| 2018年12月25日   | SBS歌謠大戰                                         | 首爾高尺天空巨蛋                         | EXO（Lay缺席）                     |
| 2018年12月28日   | KBS歌謠盛典                                         | 首爾汝矣島KBS大廳                        | EXO（Lay缺席）                     |
| 2018年12月31日   | MBC歌謠大祭典                                       | MBC Dream Center                         | EXO（Lay缺席）                     |
| 2019年7月6日     | SBS Super Concert in Hong Kong                      | 亞洲國際博覽館                           | EXO（Lay缺席）                     |
| 2021年12月11日   | TEMA騰訊音樂娛樂盛典                                | 澳門金光綜藝館                           | EXO（VCR連線嘉賓代表：KAI、SEHUN） |

## 獎項與榮譽
EXO作為2012年出道的韓國流行音樂新人，成功包攬各大歌曲頒獎典禮的新人獎項。
EXO在2013年憑著第一張正規專輯《XOXO》獲得韓國各大音樂頒獎典禮的大賞，2014年推出迷你專輯《Overdose》，創下韓國當時最高預售量的迷你專輯，也讓EXO再度包攬年末各大音樂頒獎典禮大賞。
目前，EXO主要在韩国和中国的音乐颁奖典礼中共获颁发百余个奖项，在音乐节目上取得118個一位獎項，而正規二輯EXODUS则获得自身最多的18個一位獎項。
2016年末、2017年初，EXO以正規三輯《EX' ACT》第四度拿下韓國Mnet亞洲音樂大獎獲頒的年度專輯獎、金唱片獎頒發的唱片部門大賞、首爾音樂獎大賞，在這三個頒獎典禮中皆成為第一個蟬聯四年該獎項的組合。
2017年末，EXO以正規四輯《THE WAR》成為Mnet亞洲音樂大獎唯一連續五年拿到年度專輯大賞的藝人。
2020年初，EXO成为首爾音樂獎历史上首位也是唯一一个斩获三个人气奖的组合。

### 主要音樂節目榜單排名
| 主打歌曲成績 | 主打歌曲成績 | 主打歌曲成績          | 主打歌曲成績        | 主打歌曲成績           | 主打歌曲成績     | 主打歌曲成績         | 主打歌曲成績                | 主打歌曲成績 | 主打歌曲成績                        |
| 收錄於 | 歌曲 | Mnet 《M! Countdown》 | KBS2 《Music Bank》 | MBC 《Show! 音樂中心》 | SBS 《人氣歌謠》 | SBS MTV 《THE SHOW》 | MBC Music 《Show Champion》 | 歌曲獲冠次數 | 備註                                |
| 2012年 | 2012年 | 2012年                | 2012年              | 2012年                 | 2012年           | 2012年               | 2012年                      | 2012年       | 2012年                              |
| --- | --- | --------------------- | ------------------- | ---------------------- | ---------------- | -------------------- | --------------------------- | ------------ | ----------------------------------- |
| What Is Love | What Is Love | /                     | /                   |                        | /                |                      | /                           | /            |                                     |
| History | History | /                     | /                   |                        | /                |                      | /                           | /            |                                     |
| MAMA | MAMA | 11                    | 17                  | 5                      | /                |                      | /                           | /            |                                     |
| 2013年 | |                       |                     |                        |                  |                      |                             |              |                                     |
| XOXO | Wolf | 4                     | 1                   | 1                      | 1                |                      | 1                           | 4            | 四台冠軍歌曲                        |
| Growl | Growl | [1]                   | (1)                 | [1]                    | [1]              |                      | [1]                         | 14           | 五台冠軍歌曲                        |
| Miracles in December | Miracles in December | [1]                   | 1                   | (1)                    | (1)              |                      | 1                           | 9            | 五台冠軍歌曲 跨年進榜               |
| 2014年 | |                       |                     |                        |                  |                      |                             |              |                                     |
| Overdose | Overdose | (1)                   | (1)                 | (1)                    | [1]              |                      | 1                           | 10 (K) 2 (M) | 五台冠軍歌曲                        |
| Exology Chapter 1: The Lost Planet | December, 2014 (The Winter's Tale) | /                     | 1                   | /                      | /                | /                    | /                           | 1            | 單曲未打歌宣傳 跨年進榜             |
| 2015年 | |                       |                     |                        |                  |                      |                             |              |                                     |
| EXODUS | CALL ME BABY | [1]                   | {1}                 | {1}                    | [1]              | 1                    | [1]                         | 18           | 六台冠軍歌曲                        |
| LOVE ME RIGHT | LOVE ME RIGHT | 1                     | (1)                 | [1]                    | 1                | 1                    | [1]                         | 11           | 六台冠軍歌曲                        |
| Sing For You | Sing For You | 2                     | [1]                 | HOT3                   | 2                | /                    | /                           | 3            | 跨年進榜                            |
| Sing For You | Unfair | 5                     | 21                  | HOT3                   | /                | /                    | /                           | /            |                                     |
| 2016年 | |                       |                     |                        |                  |                      |                             |              |                                     |
| EX'ACT | Monster | [1]                   | [1]                 | [HOT3]                 | (1)              | /                    | 1                           | 9            | 四台冠軍歌曲                        |
| EX'ACT | Lucky One | /                     | 8                   | HOT3                   | 2                | /                    | /                           | /            |                                     |
| LOTTO | Louder/Lotto | (1)                   | (1)                 | (HOT3)                 | (1)              | /                    | 1                           | 7            | 四台冠軍歌曲                        |
| LOTTO | She's Dreaming | /                     | /                   |                        | 8                | /                    | /                           | /            |                                     |
| Dancing King | Dancing King | /                     | /                   |                        | /                | /                    | 13                          | /            | 劉在錫合唱 單曲未打歌宣傳           |
| For Life | For Life | /                     | 1                   |                        | /                | /                    | /                           | 1            |                                     |
| 2017年 | |                       |                     |                        |                  |                      |                             |              |                                     |
| The War | Ko Ko Bop | [1]                   | (1)                 | [1]                    | (1)              | /                    | (1)                         | 12           | 五台冠軍歌曲 Lay缺席                |
| The War | The Eve | /                     | 16                  | /                      | 15               | /                    | /                           | /            | Lay缺席                             |
| The War： The Power of Music | Power | 1                     | (1)                 | 22                     | 1                | /                    | 1                           | 5            | 四台冠軍歌曲 Lay缺席                |
| Universe | Universe | /                     | (1)                 | 1                      | 2                | /                    | 1                           | 4            | 三台冠軍歌曲 單曲未打歌宣傳 Lay缺席 |
| 2018年 | |                       |                     |                        |                  |                      |                             |              |                                     |
| Don't Mess Up My Tempo | Tempo | 2                     | [1]                 | 5                      | 3                | /                    | 2                           | 3            | Lay不参與打歌                       |
| LOVE SHOT | Love Shot | /                     | (1)                 | 1                      | 2                | /                    | /                           | 3            | 兩台冠軍歌曲 Lay缺席                |
| 2019年 | |                       |                     |                        |                  |                      |                             |              |                                     |
| OBSESSION | Obsession | /                     | (1)                 | (1)                    | 2                | /                    | 1                           | 5            | 三台冠軍歌曲 Xiumin、Lay、D.O.缺席  |
| 2021年 | |                       |                     |                        |                  |                      |                             |              |                                     |
| DON'T FIGHT THE FEELING | Don't fight the feeling | /                     | 1                   | 2                      | 5                | /                    | 2                           | 1            | SUHO、CHEN缺席 未打歌宣傳           |
| 2023年 | |                       |                     |                        |                  |                      |                             |              |                                     |
| EXIST | Cream Soda | 3                     | 1                   | 2                      | 6                | /                    | 2                           | 1            |                                     |
| EXIST | Hear Me Out | 3                     | 21                  | 22                     | 18               | /                    | /                           | /            |                                     |
| EXIST | Let Me In | 4                     | /                   | 11                     | 21               | /                    | /                           | /            |                                     |
| Miracles in December | 初雪 |                       | 1                   |                        | 3                |                      |                             | 1            | [ 註 3 ]                            |
| \| - 「/」表示未有相關資料 - 「(1)」：兩星期冠軍 - 「[1]」：三星期冠軍 - 「{1}」：四星期冠軍 - 「(HOT 3)」：兩星期HOT 3 - 「[HOT 3]」：三星期HOT 3 \| - 「*」：打榜中 - 「 」：該段時期未有設立排行榜 - 2015年11月14日起，《Show! 音樂中心》不設一位制度和排行榜制度，由2015年11月21日開始，改為由主持公布當週HOT3歌曲。 \| | |                       |                     |                        |                  |                      |                             |              |                                     |
| - 「/」表示未有相關資料 - 「(1)」：兩星期冠軍 - 「[1]」：三星期冠軍 - 「{1}」：四星期冠軍 - 「(HOT 3)」：兩星期HOT 3 - 「[HOT 3]」：三星期HOT 3 | - 「*」：打榜中 - 「 」：該段時期未有設立排行榜 - 2015年11月14日起，《Show! 音樂中心》不設一位制度和排行榜制度，由2015年11月21日開始，改為由主持公布當週HOT3歌曲。 |                       |                     |                        |                  |                      |                             |              |                                     |

| 各台冠軍歌曲獎座統計                                                                           | 各台冠軍歌曲獎座統計                                                                           | 各台冠軍歌曲獎座統計                                                                           | 各台冠軍歌曲獎座統計                                                                           | 各台冠軍歌曲獎座統計                                                                           | 各台冠軍歌曲獎座統計                                                                           | HOT3歌曲統計           |
| Mnet                                                                                           | KBS                                                                                            | MBC                                                                                            | SBS                                                                                            | SBS MTV                                                                                        | MBC M                                                                                          | MBC 《Show! 音樂中心》 |
| ---------------------------------------------------------------------------------------------- | ---------------------------------------------------------------------------------------------- | ---------------------------------------------------------------------------------------------- | ---------------------------------------------------------------------------------------------- | ---------------------------------------------------------------------------------------------- | ---------------------------------------------------------------------------------------------- | ---------------------- |
| 21                                                                                             | 38                                                                                             | 22                                                                                             | 20                                                                                             | 2                                                                                              | 19                                                                                             | 8                      |
| 一位總數：122 三台冠軍歌曲總數：2 四台冠軍歌曲總數：10 五台冠軍歌曲總數：6 六台冠軍歌曲總數：2 | 一位總數：122 三台冠軍歌曲總數：2 四台冠軍歌曲總數：10 五台冠軍歌曲總數：6 六台冠軍歌曲總數：2 | 一位總數：122 三台冠軍歌曲總數：2 四台冠軍歌曲總數：10 五台冠軍歌曲總數：6 六台冠軍歌曲總數：2 | 一位總數：122 三台冠軍歌曲總數：2 四台冠軍歌曲總數：10 五台冠軍歌曲總數：6 六台冠軍歌曲總數：2 | 一位總數：122 三台冠軍歌曲總數：2 四台冠軍歌曲總數：10 五台冠軍歌曲總數：6 六台冠軍歌曲總數：2 | 一位總數：122 三台冠軍歌曲總數：2 四台冠軍歌曲總數：10 五台冠軍歌曲總數：6 六台冠軍歌曲總數：2 | HOT3歌曲總數：5        |

## 外部連結
官方網站
- EXO韓國官方網站
- EXO日本官方網站
- EXO的新浪微博
- EXO的Facebook專頁
- EXO的Instagram帳戶
- EXO的X（前Twitter）
- EXO的TikTok
- EXO的Vlive主页 （页面存档备份，存于）
- EXO的哔哩哔哩个人空间